# Bergfeld
Bergfeld település Németországban, azon belül Alsó-Szászország tartományban. Lakosainak száma 881 fő (2023. december 31.). Bergfeld Tülau, Parsau, Tiddische, Barwedel és Ehra-Lessien községekkel határos.

## Népesség
A település népességének változása:
| Lakosok száma | 897  | 883  | 898  | 878  | 883  | 864  | 881  |
|               | 2016 | 2017 | 2018 | 2019 | 2021 | 2022 | 2023 |